# Guayana (Španjolsko Carstvo)
Guayana (1585. – 1864.) je bila pokrajina Španjolskog Carstva i kasnije Venezuele. Priključena je general-kapetaniji Venezueli 1776. Pokrivala je područje koje je bilo približno jednake veličine kao današnja venezuelanska pokrajina Guayana i današnja država Gvajana.

## Zemljovidi
- Kantoni pokrajine Guayana 1840. godine
- Kanton Caycara (danas zapadna država Bolívar u Venezueli)
- Kanton Angostura (danas središnja država Bolívar)
- Kanton Upata (danas istočna država Bolívar)
- Kanton Piacoa (danas Delta Amacuro)
- Kanton Rionegro (danas država Amazonas, Venezuela)